# سن‌های دولیکوریس
 سن‌های دولیکوریس(نام علمی: Dolycoris) نام یک سرده از تیره سن‌های بدبو است.